# 1921 في كولومبيا
فيما يلي قوائم الأحداث التي وقعت خلال عام 1921 في كولومبيا.

## سياسة

### انتهاء فترة المنصب
- 11 نوفمبر – ماركو فيديل سواريس رئيس كولومبيا.

## مواليد

### سبتمبر
- 17 سبتمبر – فيرجيليو باركو فارغاس[1]

## وفيات

### فبراير
- 18 فبراير – رافائيل رييس (مواليد 1849)